# Peter Aczel
Peter Aczel (* 31. Oktober 1941; † 1. August 2023) war ein britischer mathematischer Logiker und Informatiker.

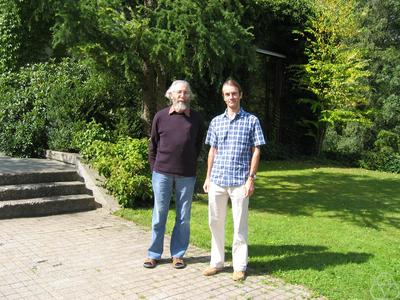
Peter Aczel (links) mit Michael Rathjen, Oberwolfach 2004

Er promovierte 1964 an der Universität Oxford bei John Newsome Crossley (Mathematical Problems in Logic). Er war Professor für mathematische Logik und Informatik an der University of Manchester.

## Werdegang
Aczel wurde bekannt für Arbeiten in der nicht-fundierten Mengenlehre (engl. Non well founded Set Theory) und der konstruktiven Zermelo-Fraenkel-Mengenlehre (engl. Constructive ZF Set Theory). Seine nicht-fundierte Mengenlehre entstand aus dem Bedürfnis, eine mengentheoretische Begründung der Theorie konkurrierender Prozesse von Robin Milner zu finden bzw. allgemein zirkulärer Prozesse, die aufgrund des Fundierungsaxioms in der Zermelo-Fraenkel-Mengenlehre ausgeschlossen werden. Er befasste sich auch mit Computer-gestützten Beweisverfahren, konkurrierenden Prozessen in der Informatik, Typentheorie, konstruktiver Mathematik (zum Beispiel in der allgemeinen Topologie), Philosophie der Mathematik.

## Schriften
- Non well founded sets, Stanford, CLSI Publications 1988. (Digitalisat)